# Байрон, Том
Том Ба́йрон (англ. Tom Byron; род. 4 апреля 1961 года, Хьюстон, США) — американский порноактёр и режиссёр. Является выпускником Хьюстонского университета. Член XRCO, многократный победитель AVN Awards, является одним из самых узнаваемых и продуктивных актёров в порнобизнесе.

## Биография
Стал сниматься в хардкор-фильмах уже в мае 1982 года, играя в основном в образах юных подростков, так как на тот момент выглядел достаточно молодо. Вместе с несовершеннолетней Трейси Лордз, дебют которой состоялся в 1984 году, он снялся в фильме «Что делает меня горячее!».
Том Байрон менял свой образ на протяжении всей своей карьеры, от юного подростка до жёсткого рокера. В августе 2002 года он заявил об уходе из актёрской карьеры, для того, чтобы сосредоточиться на режиссуре, но в 2005 году он снова стал сниматься, в первую очередь, в серии фильмов House of Ass, производимой его компанией Evolution Erotica. Байрон также снимался в фильмах и других компаний.
Но больше всего Том Байрон известен благодаря своей страстной любви к анилингусу, который присутствует практически во всех его поздних работах. Весьма успешным стал проект Ass Eaters Unanimous (рус. Единодушные жополизы), где Том особое внимание уделил аниликции мужчинам девушками. Успешно выпущено 23 серии фильма. В интервью Байрон заявил, что анилингус — его самый любимый жанр, и он будет делать всё для его развития в порнографии.

## Фильмография
Самой первой работой Тома Байрона стал фильм «Mounds Of Pleasure» 1982 года, а последней работой на данный момент является фильм «Ass Eaters Unanimous 23» 2011 года.
В списке IMDb 1500 фильмов, но в списках IAFDb 2276 актёрских работ.

## Награды
- 1984 CAFA Best Actor for Private Teacher[6]
- 1984 CAFA Best Supporting Actor for Sister Dearest[6]
- 1985 AVN Best Couples Sex Scene — Film for Kinky Business[7]
- 1985 XRCO Stud of the Year[8]
- 1985 XRCO Video Stallion[8]
- 1990 AVN Best Couples Sex Scene — Video for The Chameleon[7]
- 1991 F.O.X.E Male Fan Favorite[9]
- 1992 AVN Best Actor — Video for Sizzle[7]
- 1992 F.O.X.E Male Fan Favorite[9]
- 1996 XRCO Best Actor (Single Performance) for Flesh[10]
- 1996 XRCO Best Anal or DP Scene for Car Wash Angels[10]
- 1997 XRCO Best Actor for 'Indigo Delta[10]
- 1997 XRCO Best Anal Scene for Behind the Sphinc Door[10]
- 1997 XRCO Male Performer of the Year[10]
- 1998 AVN Best Actor — Video for Indigo Delta[7]
- 1998 AVN Best Gonzo Series for Cumback Pussy[7]
- 1998 AVN Male Performer of the Year[7]
- 1998 XRCO Best Gonzo Series for Whack Attack[10]
- 1999 AVN Male Performer of the Year[7]
- 1999 F.O.X.E Male Fan Favorite[9]
- 2000 AVN Best Supporting Actor — Video for LA 399[7]
- 2008 AVN Best Actor — Film for Layout[11]
- 2008 AVN Best Couples Sex Scene — Film for Layout[11]
- 2009 введен в Зал славы Legends of Erotica[12]
- 2010 AVN Award — Best Supporting Actor — Throat: A Cautionary Tale[13]
- 2010 XBIZ Award — Male Porn Star of the Year (People’s Choice)[14]
- 2011 AVN Award — Best Actor — The Big Lebowski: A XXX Parody[15]